# Ondřej Ditrych
Ondřej Ditrych (* 19. června 1982 Praha) je český odborník na mezinárodní vztahy, který v současnosti působí jako seniorní analytik pro Rusko a východní sousedství v European Union Institute for Security Studies v Paříži, kde zároveň přednáší na vysoké škole Sciences Po. V minulosti působil mj. jako ředitel Ústavu mezinárodních vztahů, veřejné výzkumné instituce Ministerstva zahraničních věcí ČR (2018-2023), a docent mezinárodních vztahů na Fakultě sociálních věd Univerzity Karlovy.

## Studium a akademická činnost
Ondřej Ditrych vystudoval mezinárodní vztahy na University of Cambridge (MPhil.) a na Fakultě sociálních věd UK (Ph.D.), kde dříve absolvoval i bakalářské a magisterské studium. Jeho diplomová práce Náhorní Karabach: Etnopolitika a geopolitika konfliktu byla oceněna Bolzanovou cenou rektora UK (2006).
Působil jako výzkumný pracovník Ústavu mezinárodních vztahů, výzkumný pracovník Belfer Center, Harvard University (díky stipendiu Fulbrightovy komise), hostující výzkumník na CERI, Sciences Po v Paříži a na Stiftung Wissenschaft und Politik v Berlíně, jako přidružený výzkumný pracovník při European Union Institute for Security Studies (EUISS) a analytik v NATO SHAPE. V roce 2013 se stal akademickým pracovníkem Institutu politologických studií Fakulty sociálních věd UK a koordinátorem tamního výzkumného centra D.CENT Karl Deutsch Centre for International Political and Social Research. V téže době byl rovněž externím poradcem ministra zahraničních věcí ČR (2014–2015) a přednášel na Diplomatické akademii MZV ČR. S platností od 21. května 2018 byl ministrem zahraničních věcí ČR jmenován do funkce ředitele Ústavu mezinárodních vztahů, v.v.i., své funkční období završil o pět let později. Habilitoval se v oboru mezinárodních vztahů na Masarykově univerzitě v Brně (2021).

## Dílo
Ondřej Ditrych je autorem čtyř desítek odborných článků a knižních kapitol. Jeho stati byly publikovány v předních mezinárodních časopisech v oboru mezinárodních vztahů jako jsou Security Dialogue, Bulletin of the Atomic Scientists, Journal of International Relations and Development, International Relations, International Politics, Cooperation and Conflict nebo Historical Social Research. Je autorem knihy Tracing the Discourses of Terrorism: Identity, Genealogy and State (London: Palgrave Macmillan) a spoluautorem knih Regulating Global Security: Insights from Conventional and Unconventional Regimes (tamtéž) a Revolutionaries and Global Politics: War Machines from the Bolsheviks to ISIS (Edinburgh: Edinburgh University Press).
V publicistické činnosti pravidelně komentuje aktuální dění, je však mj. také autorem obsáhlejší liberální, progresivní artikulace realpolitiky zamýšlené jako inspirace pro současnou českou zahraniční politiku.